# Kanat Abutalipov
Kanat Abutalipov (født 22. marts 1983 i Barshino) er en kasakhstansk amatørbokser, som konkurrerer i vægtklassen bantamvægt. Abutalipov har ingen større internationale resultater, og fik sin olympiske debut da han repræsenterede Kasakhstan under Sommer-OL 2008. Her blev han slået ud i ottendedelsfinalen af Yankiel Leon fra Cuba i samme vægtklasse. Han deltog også i VM 2009 i Milano, Italia hvor han kom til kvartfinalen.